# Med livet som insats (bok)
För den svenska dramafilm, se Med livet som insats.
Med livet som insats: berättelsen om Vladimir Majakovskij och hans krets är en fackbok av Bengt Jangfeldt utgiven 2007. Boken är en biografi om den ryske författaren, poeten och bildkonstnären Vladimir Majakovskij.
Jangfeldt tilldelades Augustpriset 2007 i den facklitterära kategorin för boken.
Boken har översatts till flera språk, där till exempel den engelska översättningen anges vara "the first comprehensive biography of Mayakovsky".

## Utgåva
- 2007 – Jangfeldt, Bengt. Med livet som insats: berättelsen om Vladimir Majakovskij och hans krets. Stockholm: Wahlström & Widstrand. Libris 10254893. ISBN 9789146212126
  - Jangfeldt, Bengt; Watson Harry D. (2014) (på engelska). Mayakovsky: a biography. Chicago: University of Chicago Press. Libris 17210709. ISBN 9780226056975

Boken har översatts till ytterligare ett antal språk, bland annat ryska, estniska, franska och polska.